# تونل جاده‌ای فرژوس
تونل جاده‌ای فرژوس (انگلیسی: Fréjus Road Tunnel) یک تونل جاده‌ای مابین ایتالیا و فرانسه است.
این تونل که در سال ۱۹۸۰ تأسیس شده از باردونکیا، ایتالیا شروع و در مودان، فرانسه به پایان می‌رسید، تونل فرژوس ۱۲٫۸۷ کیلومتر طول دارد.
این تونل و جاده از گذرگاه‌های اصلی رشته‌کوه آلپ کوتیوس هستند.